# 산본고등학교
산본고등학교(山本高等學校)는 대한민국 경기도 군포시 산본동에 있는 공립 고등학교이다.

## 학교 연혁
- 1994년 2월 28일 : 산본고등학교 설립인가(보통과 12학급, 전 36학급)
- 1994년 3월 1일 : 개교
- 1994년 3월 1일 : 초대 유재구 교장 취임
- 1994년 3월 4일 : 제1회 입학식(227명) 남 124명, 여 103명
- 1996년 12월 31일 : 5층 증축(6개 보통교실, 도서실 300석), 본관 완공
- 1997년 2월 5일 : 제1회 졸업식(245명) 남 123명, 여 122명
- 2002년 3월 19일 : 별관(5층) 완공
- 2010년 10월 5일 : 다목적실(솔향관) 신축
- 2014년 10월 6일 : 슬기관(도서관 및 자기주도학습실) 리모델링
- 2016년 2월 3일 : 제20회 졸업식(507명) 남(257명), 여(250명) (졸업생 총 10,735명)
- 2022년 3월 1일 : 제10대 강순실 교장 취임
- 2024년 1월 5일 : 제28회 졸업식(332명) 남 176명, 여 156명
- 2024년 3월 4일 : 제31회 입학식(363명) 남 194명, 여 169명

## 참고 자료
- 산본고등학교 - 한국교육학술정보원 학교알리미